# 凶器準備集合罪・凶器準備結集罪
凶器準備集合罪・凶器準備結集罪（きょうきじゅんびしゅうごうざい・きょうきじゅんびけっしゅうざい）は、刑法に規定された犯罪類型の一つ。「第二十七章　傷害の罪」の第208条の2に規定されている。生命、身体又は財産に対する危険をもたらす一定の予備的な行為を処罰する。個人的法益に対する罪であると同時に公共危険犯としての性格を持つ。暴力団の縄張り争いや過激な政治団体同士の抗争を早期の段階で取り締まるため、1958年に新設された規定である。

## 凶器準備集合罪
2人以上の者が他人の生命、身体又は財産に対し共同して害を加える目的で集合した場合において、凶器を準備して又はその準備があることを知って集合した場合に成立する（刑法208条の3第1項）。

### 「凶器」の範囲
凶器とは、その性質上、又は使用方法によっては、人を殺傷しうる器具を指す。前者の具体例は拳銃などであり、後者の具体例は斧や包丁などである。前者のように、人の殺傷や物の損壊を本来の用途とするもののことを「性質上の凶器」、後者のように、本来は他の用途に使用するために製造された道具のことを「用法上の凶器」という。
判例で認められたものとして、長さ1メートル前後の角棒は、集団が準備することによって、外観上、人に危険感を抱かせるに足りるものであるとして凶器にあたるとされた（最判昭和45年12月3日刑集24巻13号1707頁）。一方、ダンプカーは、人を殺傷する意図で準備された場合でも、人を殺傷する器具としての外観がなく、社会通念上直ちに他人に危険感を抱かせ得ない場合には、凶器にあたらないとされた（最判昭和47年3月14日刑集26巻2号187頁）。

### 共同加害目的
「他人の生命、身体又は財産」に対し共同して害を加える目的が必要であるが、加害の対象・内容は具体的に特定されていなくてもよい。ただし、他人の財産を侵害するのに凶器を要しないような行為（窃盗や詐欺）を目的とする場合は含まれないと解されている。
判例・通説によれば、共同して害を加える目的とは、能動的なものである必要はなく、相手方の襲撃を予想してこれを迎撃する目的でもよいとしている（最判昭和58年11月22日刑集37巻9号1507頁）。

### 集合
「集合」とは、2人以上の者が時間・場所を同じくすることをいう。条文の文言からは、凶器が存在するところに人が集合する場合と読めるが、判例・通説は、まず一定の場所に集まり、その場で凶器を準備し、又は準備があることを知った上で共同加害目的を有したときも、集合にあたるとしている（最判昭和45年12月3日、既出）。

### 法定刑
2年以下の懲役又は30万円以下の罰金。

## 凶器準備結集罪
2人以上の者が他人の生命、身体又は財産に対し共同して害を加える目的で集合した場合において、凶器を準備して又はその準備があることを知って人を集合させた場合は、凶器準備結集罪が成立する（刑法208条の3第2項）。法定刑は集合罪より加重され、3年以下の懲役に処される。

## 刑法総則の共犯との関係
原則として共犯既定の適用があるが、集合罪については、共同正犯の規定が適用される余地はない（なお、共謀共同正犯が成立するかという点については争いがある）。
また、教唆に当たる行為のうち、結集罪が成立するものについては教唆犯は成立しない。